# Charaxes antonius
Charaxes antonius är en fjärilsart som beskrevs av Semper 1878. Charaxes antonius ingår i släktet Charaxes och familjen praktfjärilar. Inga underarter finns listade i Catalogue of Life.